# Elena Gogoleva
Pour les articles homonymes, voir Gogoleva.
Elena Nikolaïevna Gogoleva (en russe : Еле́на Никола́евна Го́голева), née le 7 avril 1900 à Moscou et décédée le 15 novembre 1993 également à Moscou, est une actrice de théâtre soviétique dont l'essentiel de la carrière s'est déroulé au Théâtre Maly (1918-1993). Artiste du peuple de l'URSS (1949), lauréate du prix Staline (1947, 1948, 1949), héros du travail socialiste (1974).

## Filmographie
- 1982 : La Dame de pique (Пиковая дама) de Igor Maslennikov : comtesse Anna Fedotovna
- 1961 : Deux vies (Две жизни) de Leonid Loukov : princesse Nachekina

## Récompenses
- Héros du travail socialiste (1974)
- Artiste du peuple de l'URSS (1949)
- prix Staline de 2e classe, pour le rôle dans le spectacle Pour ceux qui sont en mer (Boris Lavrenev) (1947)
- prix Staline de 1re classe, pour le rôle dans le spectacle La Grande Force (Boris Romachov) (1948)
- prix Staline de 1re classe, pour le rôle dans le spectacle Caractère moscovite (Anatoli Safonov) (1949)
- ordre de Lénine (1967, 1974)
- ordre de la révolution d'Octobre
- ordre du Drapeau rouge du Travail (1937, 1949, 1989)
- ordre de l'Insigne d'Honneur (1978)
- ordre de l'Amitié des peuples (1980)